# Ramapuram (Tamil Nadu)
Ramapuram è una suddivisione dell'India, classificata come census town, di 30.251 abitanti, situata nel distretto di Tiruvallur, nello stato federato del Tamil Nadu. In base al numero di abitanti la città rientra nella classe III (da 20.000 a 49.999 persone).

## Geografia fisica
La città è situata a 13° 31' 0 N e 80° 4' 60 E e ha un'altitudine di 8 m s.l.m..

## Società

### Evoluzione demografica
Al censimento del 2001 la popolazione di Ramapuram assommava a 30.251 persone, delle quali 14.232 maschi e 16.019 femmine. I bambini di età inferiore o uguale ai sei anni assommavano a 3.206, dei quali 1.580 maschi e 1.626 femmine. Infine, coloro che erano in grado di saper almeno leggere e scrivere erano 21.434, dei quali 11.666 maschi e 9.768 femmine.